# Бухарский караван-сарай

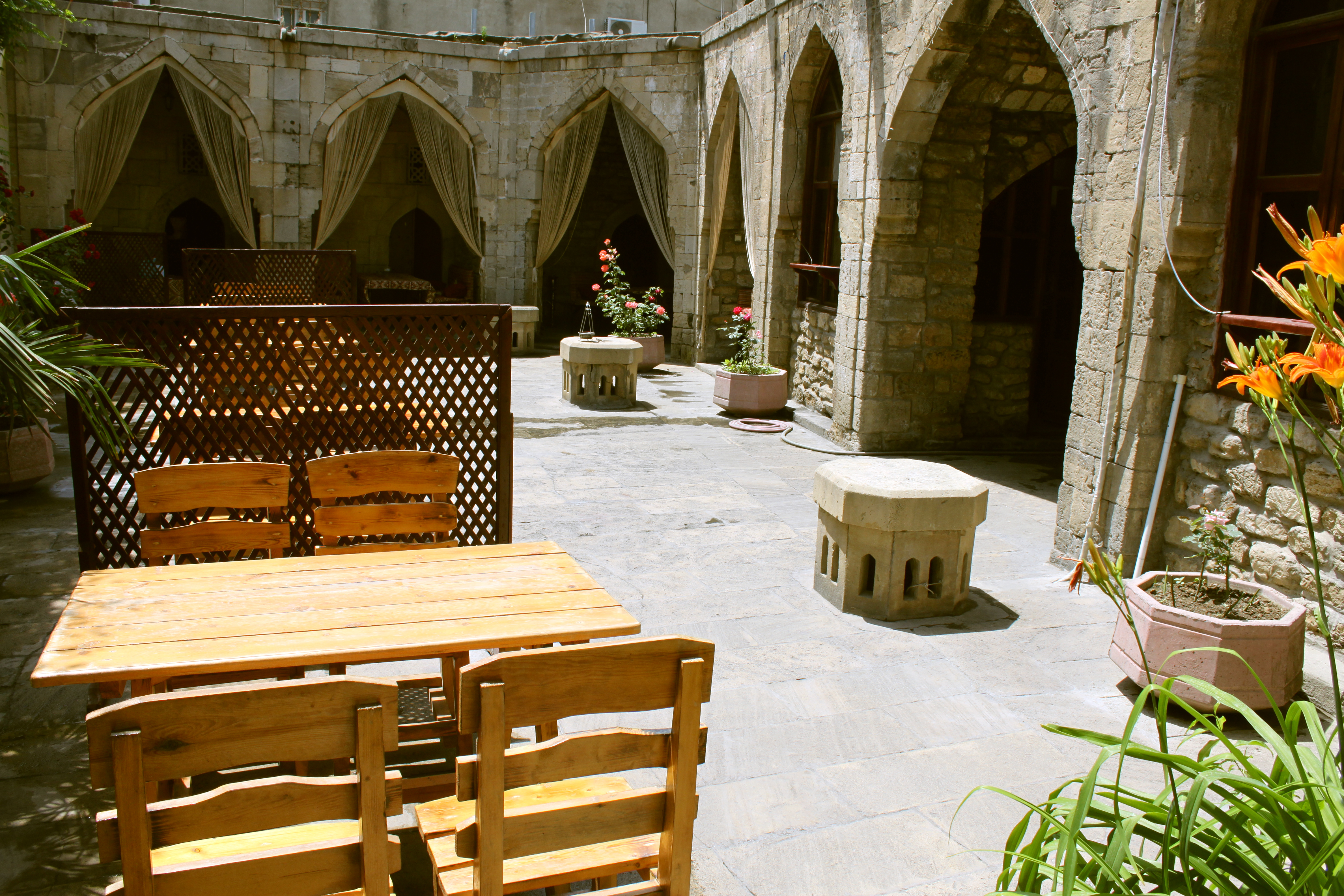
Ресторан в караван-сарае

Бухарский караван-сарай был возведён в конце XV века на торговом пути, проходящем через Шемахинские ворота. Он находится недалеко от Девичьей башни — Башенная (Гюлля) улица, 2.

## История
Караван-сарай в основном служил местом отдыха для купцов из Центральной Азии. В 1964 году Бухарский караван-сарай был реставрирован, и в результате здание караван-сарая было отделено от поздних пристроек, что позволило увидеть памятник на фоне окружающих зданий.

## Здание
Форма здания караван-сарая квадратная и окружена арочными террасами, а портал выпуклый. Имеет двор в виде восьмиугольника. Основная часть архитектурной композиции караван-сарая сформирована множеством арок, расположенных вокруг внутреннего двора.
В здании караван-сарая находится ресторан, в котором подают блюда национальной кухни Азербайджана.